# Blue Ice (jeu vidéo)
Pour les articles homonymes, voir Blue Ice.
Blue Ice est un jeu vidéo d'aventure sorti en 1995 sur DOS, Windows et Mac. Le jeu a été développé par Art of Mind Productions et édité par Psygnosis.

## Accueil
- Adventure Gamers : 1/5[1]